# بردشاو، شهرستان لوگان، ویرجینیای غربی
بردشاو (به انگلیسی: Bradshaw) یک منطقهٔ مسکونی در ایالات متحده آمریکا است که در شهرستان لوگان، ویرجینیای غربی واقع شده‌است. بردشاو ۲۴۸٫۱۱ متر بالاتر از سطح دریا واقع شده‌است.

## جستارهای وابست
- فهرست شهرهای ایالات متحده آمریکا بر پایه جمعیت